# Ângelo Marcos da Silva
Ângelo Marcos da Silva vagy egyszerűen Ângelo (Abaeté, 1975. január 9. –) brazil labdarúgócsatár.
Néhány forrás megemlíti, hogy később Bulgáriában, a PFK Cserno More Varna csapatában játszott, de valószínűleg összetévesztik Marcos da Silvával.